# Dalek Attack
Dalek Attack (lett. "attacco dei Dalek") è un videogioco a piattaforme e sparatutto ispirato alla serie televisiva Doctor Who, pubblicato nel 1992 per i computer Amiga, Atari ST, Commodore 64, MS-DOS e ZX Spectrum dall'Alternative Software, che in alcune edizioni utilizzò l'etichetta Admiral Software (apparentemente fu usata solo per questo gioco).
Dalek Attack è il quarto dei numerosi videogiochi su Doctor Who e non ha collegamenti con nessuno degli altri.
L'edizione ZX Spectrum (1993) uscì grazie a una campagna di richieste degli utenti e fu probabilmente l'ultimo gioco di grossa produzione pubblicato per quel sistema durante la sua vita commerciale, che era ormai alla fine.
Le prevista versione per Amstrad CPC non fu mai realizzata.

## Trama
I robot alieni Dalek, guidati dall'umanoide Davros alla conquista dell'universo, intendono invadere la Terra. Hanno già conquistato quattro grandi città: Londra, Parigi, New York e Tokyo, e vi hanno installato dispositivi che distruggono lo strato di ozono in preparazione dell'invasione totale. Il Dottore viene inviato per fermarli, combattendo contro i Dalek e altre creature al loro servizio, liberando i prigionieri umani e distruggendo il dispositivo di ciascuna città. I Dalek hanno isolato le città con cupole di campi di forza, ma il Dottore riesce a introdursi a Londra passando per le fogne, poi ottiene una smart card per attraversare direttamente le cupole delle altre città. Completato l'obiettivo nelle quattro città, deve infine trovare e affrontare Davros in una città nemica sul pianeta Skaro.

## Modalità di gioco
Dalek Attack nelle versioni più evolute permette di scegliere se controllare il Secondo, il Quarto o il Settimo Dottore; un eventuale secondo giocatore, in cooperazione simultanea, può controllare la sua assistente Ace o un soldato della UNIT.
Apparentemente non ci sono differenze di prestazioni tra i personaggi.
Nelle versioni per computer a 8 bit (Commodore 64 e Spectrum) si controlla sempre il Settimo Dottore e il secondo giocatore controlla Ace.
Il gioco è costituito da sei livelli: il primo rappresenta l'attraversamento delle fogne di Londra, i successivi quattro le strade e gli edifici di Londra e delle altre città occupate dai Dalek, e l'ultimo il pianeta alieno.
Solo il primo livello è fondamentalmente diverso dagli altri e consiste in un percorso lineare a scorrimento orizzontale continuo, con il Dottore che fluttua su un cestello volante a velocità regolabile, spara verso destra a varie creature mostruose e può liberare cittadini prigionieri. L'eventuale assistente vola su un altro cestello.
Solo nella versione ZX Spectrum il primo livello non è fatto così, ma funziona come gli altri livelli ed è solo meno intricato.
In tutti gli altri livelli il Dottore e l'eventuale assistente si avventurano a piedi per la città. Gli ambienti sono bidimensionali, a scorrimento in tutte le direzioni e a piattaforme, rappresentate da piani, tetti, davanzali e simili. Gli scenari sono da esplorare e sono formati da un labirinto di più aree distinte collegate da porte, anche all'interno degli edifici.
I personaggi dei giocatori possono andare a destra e sinistra, saltare, arrampicarsi su scale e simili, accovacciarsi, sparare, lanciare bombe (se possedute), entrare nelle porte, aggrapparsi con le braccia a cornicioni e simili, cercare dentro oggetti. Nel caso di due giocatori l'inquadratura ne segue uno e può passare dall'uno all'altro automaticamente in certe situazioni oppure a comando premendo la barra.
Si possono raccogliere vari power-up sparsi per le città, come potenziamenti dell'arma base (descritta come un cacciavite sonico modificato), sostituzione con un'arma laser a munizioni limitate, granate da lancio, smart bomb, ricariche dell'energia vitale. 
Alcuni potenziamenti sono nascosti dentro oggetti, ad esempio nel mobilio, e per ottenerli è necessario il comando di ricerca. Se si trova qualcosa, nel pannello informativo compare la sua immagine che si forma gradualmente e per ottenere il power-up bisogna continuare la ricerca per qualche istante fino al completamento dell'immagine.
Gli scenari sono infestati dai Dalek in diverse varianti e da altri nemici, tratti dalla serie TV come gli Ogron e i Robomen, oppure originali. L'arma base è inefficace contro i Dalek, per distruggerli sono necessari il laser o le granate. Ci sono anche vari boss di fine livello. Il personaggio del giocatore quando colpito perde gradualmente energia, raffigurata dal suo volto che si cancella un po' alla volta, fino a perdere una vita.
Sparsi per gli scenari si trovano diversi cittadini prigionieri e uno degli obiettivi è raggiungerli per liberarli. Una volta ottenuto il numero di persone richiesto, mostrato a video, si ottiene la smart card per il livello successivo. Perciò è necessario esplorare il livello e cercare dappertutto.
Il manuale originale non è distinto per piattaforma e alcune funzionalità, non specificate, non sono presenti nelle versioni a 8 bit, ad esempio il robot K-9 che si trova in alcuni luoghi e aiuta il Dottore nel combattimento.

## Sviluppo
Secondo il produttore Roger Hulley, in quanto appassionati di Doctor Who, all'Alternative Software avevano da tempo l'idea di realizzare un gioco sull'argomento, ma nel Regno Unito la serie TV era stata sospesa dal 1989 e non ne erano stati più derivati videogiochi dopo l'ultimo Mines of Terror. Serviva un incentivo per rendere il gioco più vendibile, e l'occasione si presentò con il 30° anniversario della serie (imminente nel 1993).
C'era già stato un gioco d'avventura su Doctor Who, perciò si volle realizzare un gioco di pura azione, dove si combattono apertamente i Dalek in scontri a fuoco.
Si scelse di rappresentare una loro invasione della Terra, cosa avvenuta anche nella serie, ma mentre l'invasione originale era limitata al Regno Unito, l'ambientazione fu estesa a varie città del mondo.
Tra i Dalek riconoscibili nel gioco, ci sono loro variazioni tratte dai film degli anni '60, le armi speciali dell'episodio televisivo Remembrance of the Daleks, Dalek volanti e l'Imperatore Dalek dalla rivista a fumetti degli anni '60 TV Century 21. Gli Elite Battle Dalek sono ispirati da un'illustrazione di un libro sui Dalek. Per i mostri di fine livello invece si lasciò ai programmatori piena libertà di inventarli.

## Accoglienza
L'accoglienza media della critica a Dalek Attack non fu molto entusiasta.
La natura guerresca e sparatutto del gioco appare poco fedele agli appassionati di Doctor Who, dal momento che il Dottore è tradizionalmente un personaggio non violento che batte i nemici in astuzia. Probabilmente sarebbe stato preferibile un gioco più incentrato sull'avventura.
La versione Amiga fu quella maggiormente trattata dalla stampa di settore, e ricevette molte recensioni con giudizi fortemente variabili e una media dei voti poco sotto la sufficienza
Anche la versione Atari ST ricevette alcuni giudizi molto variabili, con media poco sopra la sufficienza.
Il gioco per Commodore 64 ottenne due giudizi opposti dalla stampa britannica. Per la rivista Commodore Force (80%) era poco originale, ma ben realizzato; scadente il primo livello di puro sparatutto, ma poi il gioco diventa ampio e complesso. Per Commodore Format era decisamente un fallimento (28%), anche sul piano grafico, e i livelli oltre il primo sono troppo uguali tra loro.
Il tardo titolo per ZX Spectrum fu recensito da Your Sinclair e giudicato mediocre (56%), ben poco attinente alla serie TV, di animazione veloce ma non molto giocabile, con vari difetti di design.
Un difetto segnalato da più parti è che nell'attraversare porte può capitare di riapparire sotto attacco nemico in modo inevitabile.